# Ksawery Święcicki
Ksawery Święcicki (ur. 9 października 1895 w Strzałkowie, zm. 4 listopada 1966 w Londynie) – pułkownik kawalerii Wojska Polskiego.

## Życiorys
Urodził się 9 października 1895 w Strzałkowie (powiat radomszczański), w rodzinie Ksawerego Lucjana Melchiora (zm. 1944), dzierżawcy i właściciela ziemskiego dóbr w Smotryszowie, i Marii Antoniny z Wiesiołowskich. Jego bracia Tadeusz Mieczysław był legionistą, a Bogdan także oficerem PSZ na Zachodzie , natomiast siostra Janina (1894–1967) poślubiła Modesta Longina Słoniowskiego, oficera 1 kadrowej.
Po wybuchu I wojny światowej w 1914 wstąpił do Legionów Polskich i służył w 1 pułku ułanów w stopniu kaprala. Od 6 lutego do 1 kwietnia 1917 roku był słuchaczem kawaleryjskiego kursu podoficerskiego przy 1 pułku ułanów w Ostrołęce. Kurs ukończył z wynikiem dostatecznym. Posiadał wówczas stopień starszego ułana.
Po odzyskaniu przez Polskę niepodległości wstąpił do Wojska Polskiego. Brał udział w wojnie polsko-bolszewickiej w szeregach 11 pułku ułanów. Został awansowany do stopnia porucznika kawalerii ze starszeństwem z dniem 1 czerwca 1919. W 1923, 1924, jako oficer nadetatowy macierzystego 11 pułku ułanów z garnizonu Ciechanów, służył jako instruktor w batalionie szkolnym Oficerskiej Szkoły Inżynierii. Został  absolwentem kursu dowódców szwadronu. Został awansowany do stopnia rotmistrza kawalerii ze starszeństwem z dniem 1 stycznia 1928, nadal pozostając oficerem 11 pułku ułanów i pełniąc funkcję dowódcy szwadronu. Od 1929 był oficerem 7 pułku strzelców konnych wielkopolskich w garnizonach Poznań i Biedrusko i w jego szeregach także był dowódcą szwadronu. Został awansowany do stopnia majora kawalerii od 1 stycznia 1935. Od tego roku był referentem Biurze Personalnym Ministerstwa Spraw Wojskowych. 1 lipca 1938 został mianowany na stanowisko dowódcy dywizjonu rozpoznawczego 10 Brygady Kawalerii. Na czele tej jednostki walczył w kampanii wrześniowej (w bitwie o Rzeszów). Za swoje czyny otrzymał Krzyż Srebrny Orderu Virtuti Militari.
Po klęsce wojny obronnej i agresji ZSRR na Polskę został internowany na Węgrzech. Przedostał się do Francji, gdzie wstąpił do Polskich Sił Zbrojnych. Brał udział w kampanii francuskiej 1940, a po jej upadku przedostał się do Wielkiej Brytanii. Od 4 grudnia 1940 do 8 listopada 1943 w stopniu podpułkownika był dowódcą 10 oddziału rozpoznawczego i 10 batalionu dragonów. U schyłku wojny od 1944 do 1945 pełnił funkcję komendanta obozu rozdzielczego, utworzonego dla byłych polskich jeńców w niemieckiej niewoli. Został awansowany do stopnia pułkownika kawalerii.
Po zakończeniu wojny pozostał na emigracji w Londynie. Działał w emigracyjnych organizacjach kombatanckich. Zmarł w 1966. Został pochowany na cmentarzu Streatham Park w Londynie.
Od 8 maja 1920 był żonaty z Jadwigą Zofią z Biedrzyckich h. Rawicz (1902–1971). Mieli syna i córkę.

## Ordery i odznaczenia
- Krzyż Srebrny Orderu Virtuti Militari nr 12246[21] (rozkazem Naczelnego Wodza Polskich Sił Zbrojnych)[22][23]
- Krzyż Niepodległości (16 września 1931)[24]
- Krzyż Walecznych
- Złoty Krzyż Zasługi (18 lutego 1939)[25]
- Srebrny Krzyż Zasługi (4 marca 1925)[26]
- Krzyż Kawalerski Orderu Świętego Sawy (Królestwo Serbów, Chorwatów i Słoweńców)